# Arabella Kiesbauer
Cosima Arabella-Asereba Kiesbauer (Viena, 8 de abril de 1969), más conocida como Arabella Kiesbauer, es una presentadora de televisión, escritora y actriz austriaca. 

## Vida y carrera
Creció en Viena con su abuela tras la separación de su madre Hannelore (actriz de teatro alemana) y su padre Sammy Ammissah (ingeniero ghanés).
Mientras estudiaba periodismo y dramaturgia, comenzó a trabajar de presentadora en la televisión pública austriaca ORF.
Entre 1994 y 2004 presentó su propio "talk show" diario Arabella en la cadena de televisión alemana ProSieben. En 2006 comenzó un programa semanal de "late night" en la televisión N24, en Berlín. Sin embargo, tras 40 programas dimitió alegando que los frecuentes viajes entre Viena y Berlín le producían demasiado estrés en su vida privada.
Arabella ha ganado varios premios por su trabajo en televisión, el Bayerischen Fernsehpreis de 1994 en la categoría Beste Talk-Newcomerin y el premio de medios de comunicación Das Goldene Kabel en 1996.
Apareció en portada de la edición alemana de Playboy en julio de 1995. Arabella también ha trabajado de modelo y embajadora para la marca de zapatos Vögele Shoes.

### Vida personal
El 9 de junio de 1995 fue objetivo de una carta bomba en los estudios de ProSieben. Sin embargo, ella no abrió la carta; lo hizo su asistente con resultado de heridas.
Desde noviembre de 2004, Arabella ha estado casada por el hombre de negocios vienés Florens Eblinger Tienen una hija llamada Nika que nació en Viena el 2 de diciembre de 2007 y un hijo llamado Neo nacido el 19 de diciembre de 2010.

## Programas de televisión
- 1989–1993: Presentadora del magazine juvenil X-Large (ORF)
- 1990-1991: Presentadora de la serie sobre ciudades Inter-City (3sat)
- 1991: Presentadora del magazine Rund um Hollywood (ProSieben)
- Junio 1994–2004: Presentadora del talk show Arabella (ProSieben)
- Feb. 1996–Abr. 1997: Presentadora del show Arabella night (ProSieben)
- Sept. 1996: Presentadora de la emisión especial Arabella Help! (ProSieben)
- 2002–2004, 2006–2009: Presentadora del talent show Starmania (ORF)
- 2003, 2004, 2005 y 2006: Presentadora del Baile de la Ópera de Viena (ORF)[9]
- Agosto 2004: Presentadora de la gala Sound of Football
- Otoño 2004: Presentadora de Die Austro-Pop-Show
- 2006: Presentadora del late night show Arabella Kiesbauer (N24)
- 17 de diciembre de 2007: presentadora de la gala de premios Jugador Mundial de la FIFA en Zúrich junto con Rainer Maria Salzgeber[10]
- 2012 y 2013: Presentadora de la gala benéfica Life Ball (ORF)
- 2012-2013: Presentadora de talent show Kiddy Contest (Puls4)
- 2014: Presentadora del reality Bauer sucht Frau (ATV)
- Mayo 2015: Presentadora del Festival de la Canción de Eurovisión 2015, junto con Mirjam Weichselbraun y Alice Tumler (ORF/UER)[11]